# Potok (województwo podkarpackie)
Potok – wieś w Polsce, położona w województwie podkarpackim, w powiecie krośnieńskim, w gminie Jedlicze.
Jest to duża, podmiejska miejscowość, leżąca przy drodze Krosno – Jasło DK28. Od wschodu granicząca z dzielnicą Krosna Turaszówką. Miejscowość o obszarze 750 ha liczy ponad 460 numerów i zamieszkana jest przez ok. 1800 osób. W miejscowości znajduje się Kopalnia Ropy Naftowej „Potok”, Dom Ludowy, Ośrodek Zdrowia, Środowiskowy Dom Samopomocy, Ochotnicza Straż Pożarna, Zakłady Remontowe Służby Zdrowia, Szkoła Podstawowa im. Edmunda Łozińskiego, stadion, Ludowy Klub Sportowy Nurt Potok, przedszkole, kościół parafialny, cmentarz wojenny, cmentarz komunalny. Na gruntach Potoka znajdują się też znane od dawna wody mineralne, solanki jodowo-bromowe i wody siarczkowe. Teren dzisiejszego Potoka zamieszkany był już w czasach starożytnych. Świadczą o tym trzy odkrycia archeologiczne. Odkryte tu znaleziska pochodzą z okresu epoki brązu i wczesnego średniowiecza. W latach 1975–1998 miejscowość położona była w województwie krośnieńskim. Na wschód i północ od miejscowości znajdują się nieduże kompleksy leśne. Wśród występujących tu pagórków liczne szyby wydobywcze ropy naftowej. Świadczą one o ponad wiekowej już historii przemysłu naftowego na tym terenie. Liczne maszty, trójnogi, kiwony, sterczące wśród pól i lasów, stanowią charakterystyczny rys w miejscowym krajobrazie.

## Integralne części wsi
| SIMC    | Nazwa      | Rodzaj    |
| ------- | ---------- | --------- |
| 0353796 | Dół        | część wsi |
| 0353804 | Góry       | część wsi |
| 0353810 | W Zaworach | część wsi |
| 0353827 | Za Lasem   | część wsi |
| 0353833 | Zapłocie   | część wsi |
| 0353840 | Za Torem   | część wsi |

## Historia Potoka

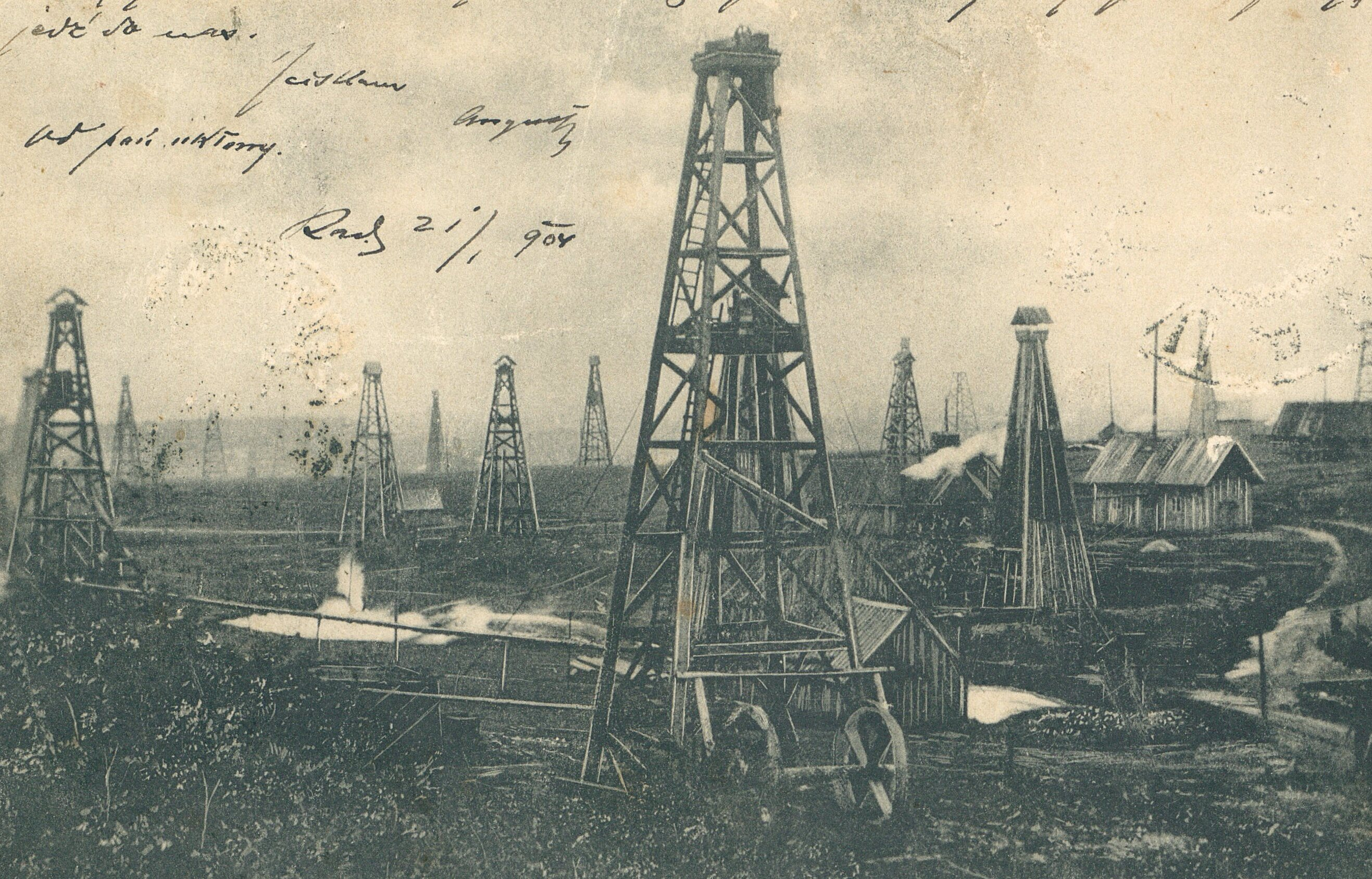
Kopalnia ropy naftowej w Potoku, 1904

W roku 1390, król Władysław II Jagiełło, pismem datowanym w Skokach, w święto Franciszka (5 X), podjął decyzję o przeniesieniu Czadorowi z Potoka wsi Prochnya, Wuzne, Babice, Slunki, Minussiznow, Lustscha, Domaradz in Sandomiriensi, Sadowe, Potok et Blynow, z prawa polskiego na magdeburskie. Decyzja tegoż króla została zatwierdzona w Krakowie w wigilię Tomasza apostoła (20 X) na prośbę Stanisława Procheńskiego z rodu Gryfitów. Żył tu też Gryfita Czador z Potoka, który pismem datowanym na < ... quarta feria post festum Pasche sub anno Domini millesimo ccc nonagesimo secundo > (w środę po święcie Paschy – 17 kwietnia 1392) powierzył swemu zaufanemu Mikołajowi Besseger ulepszenie dziedzictwa (stanu posiadania) we wsi Lutcza nad rzeką Stobnycza.
Historyczny Potok swoimi początkami w dokumentach sięga 1415 roku, chociaż wcześniej, w XIV w. istniał tu na pagórku zamek obronny wraz z osadą. W początkach XV stulecia prawdopodobnie była tu druga faza osadnictwa na prawie magdeburskim. W tym czasie miejscowość stanowiła własność Mikołaja syna Zawiszy z Łęk. Końcem XV i początkiem XVI stulecia (ok. 1581 roku),miejscowość stanowiła dziedzictwo Jana Giebultowskiego z Koziegłów herbu Lis (z zamku Mirów dziedzic zamku i miasta Koziegłowy), a w drugiej połowie XVI wieku rodziny Lubomirskich. Jan Jędrzejowski (którego nagrobek jest w świątyni franciszkańskiej w Krośnie), w roku 1590, figuruje w aktach, jako dziedzic wsi Potok. Ten właściciel zmarł bezpotomnie, a spadkobiercami wsi, zostali bracia jego stryjeczni, Wojciech, Bartłomiej i Maciej Jędrzejowscy. W 1602 roku skarżyli oni Jadwigę ze Stadnickich Tarłową, chorążynę sandomierska, o zwrot wsi Potoka, którą ona gwałtem zajęła. Tarłowa utrzymała się jednak w posiadaniu Potoka i przekazała go w spadku swej córce Jadwidze, żonie Jerzego Mniszcha – ojcu carowej Maryny.
Orszak weselny Maryny Mniszech (po zawartym z przebywającym wtedy w Moskwie carem Dymitrem Samozwańcem, ślubie per procura – w Krakowie 22 września 1605 roku), zatrzymał się w Potoku, a potem udał się przez Krosno do Sambora.
W tych czasach miejscowość była dobrze zagospodarowana. Miała dwór Mniszchów, folwark, karczmę, stawy, las i obszerne łąki. Były też dwa warsztaty rzemieślnicze. Gospodarowało tu 36 kmieci, nie licząc zagrodników i komorników.
W XVII wieku Jerzy Mniszech w testamencie zapisał Potok Florianowi Oświęcimowi z Kunowy na Siedliskach Oświęcimowi. W 1613 roku, czyli po śmierci Jerzego Mniszcha, dziedzicami wsi byli Oświęcimowie z Kunowej. Między innymi dziedzicem był Florian Oświęcim, który osiadł w Potoku, ojciec Stanisława Oświęcima – dworzanina i posła króla Władysława IV oraz brata Anny. Po 1614 roku, rodzice – Florian i Regina, przenieśli się do majątku Potok. Miejscowość tę Stanisław później otrzymał w spadku wraz z Turaszówką i powrócił do Potoka, u schyłku życia, jako do ulubionego miejsca swojego pobytu. Miał on przyrodnią siostrę Annę, która tu mieszkała. Z tym przyrodnim rodzeństwem, pochowanym w krośnieńskim kościele Franciszkanów, tzw. kaplicy Oświęcimów, związanych jest wiele legend. Według legendy w 1656 roku przybywał w Potoku, zaprzyjaźniony na dworze królewskim ze Stanisławem Oświęcimem, św. Andrzej Bobola (którego w XX w. wybrano patronem parafii).
Miejscowość była wielokrotnie niszczona przez obce wojska w XVII i XIII stuleciu. Najbardziej dotknął ją najazd Rakoczego, 16 marca 1657 roku. Nie zdołał Potoku odbudować Stanisław Oświęcim, ponieważ zmarł we wrześniu 1657 roku.
Do 1848 (Uwłaszczenie chłopów na ziemiach polskich) wieś należała do rodziny Stojowskich. Już wówczas znane były występujące na jej terenie naturalne wypływy ropy naftowej i gazu ziemnego. W 1786 Ewaryst Andrzej Kuropatnicki w swym „Opisaniu królestw Galicyi i Lodomerii” podawał: Potok. Wieś Jordanów Stojowskich; sławna źródłem mineralnej wody, które się od zapalonej świecy zapala i dopóty gore, dopóki piany staje, zawsze wre.

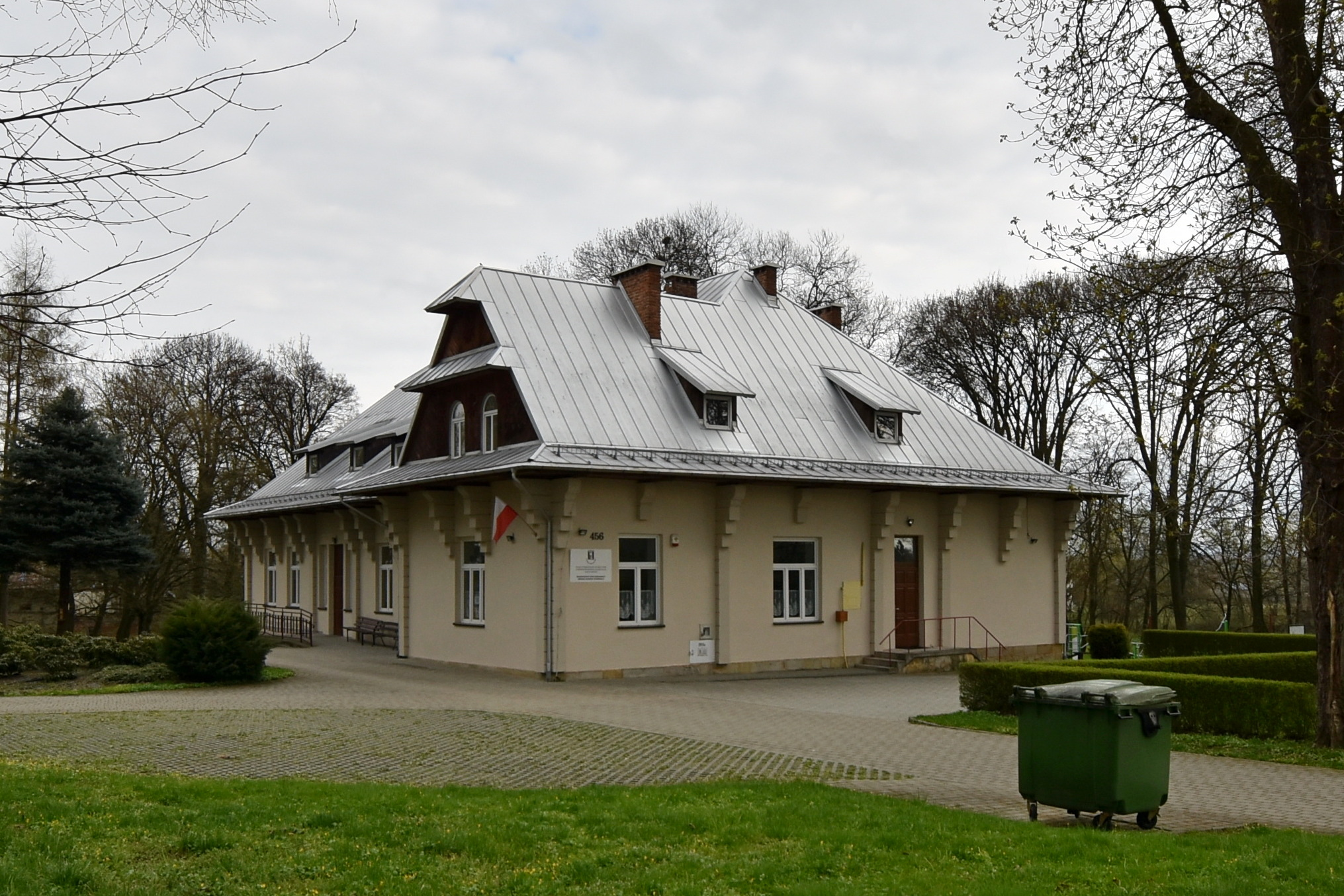
Dwór
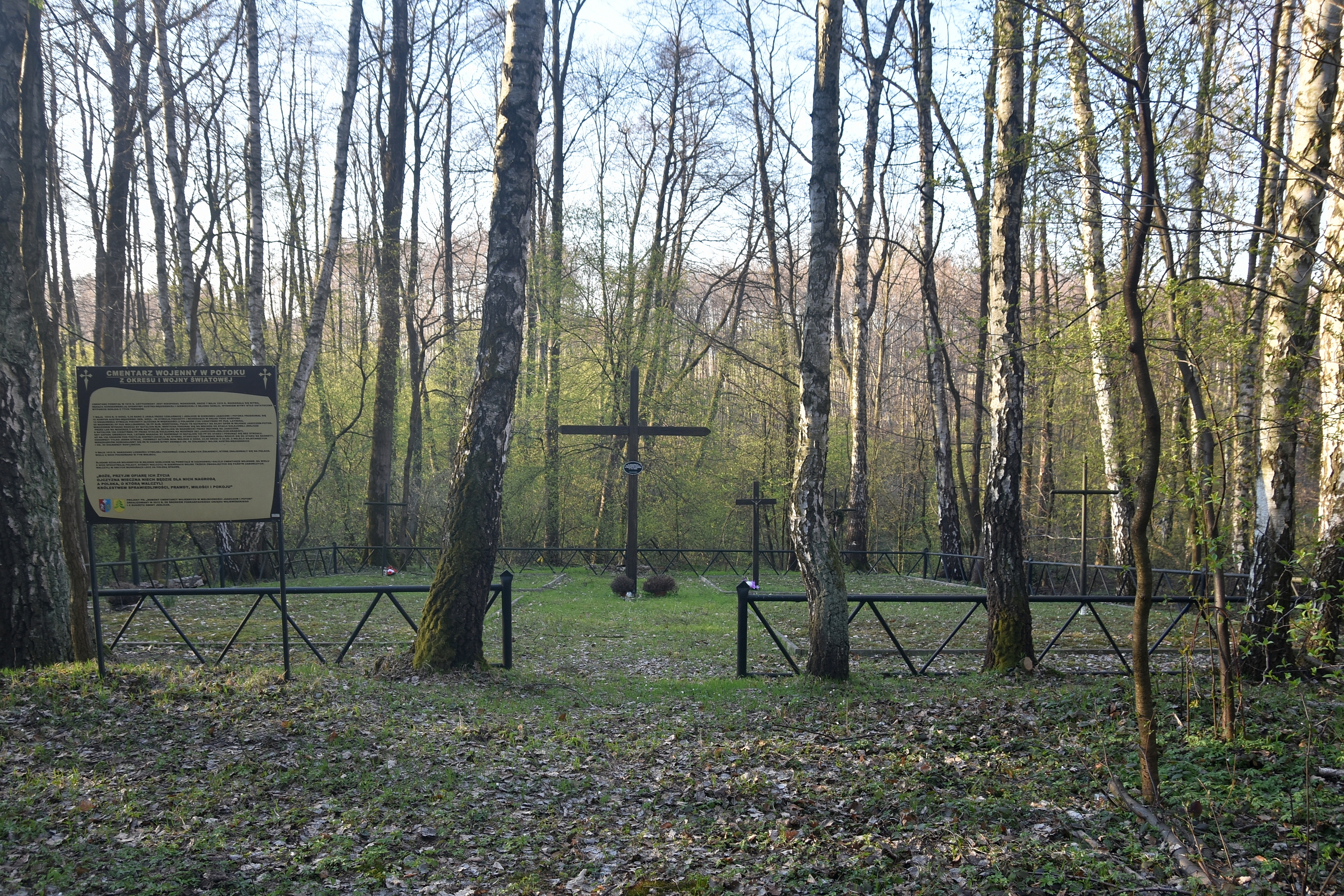
Cmentarz wojenny
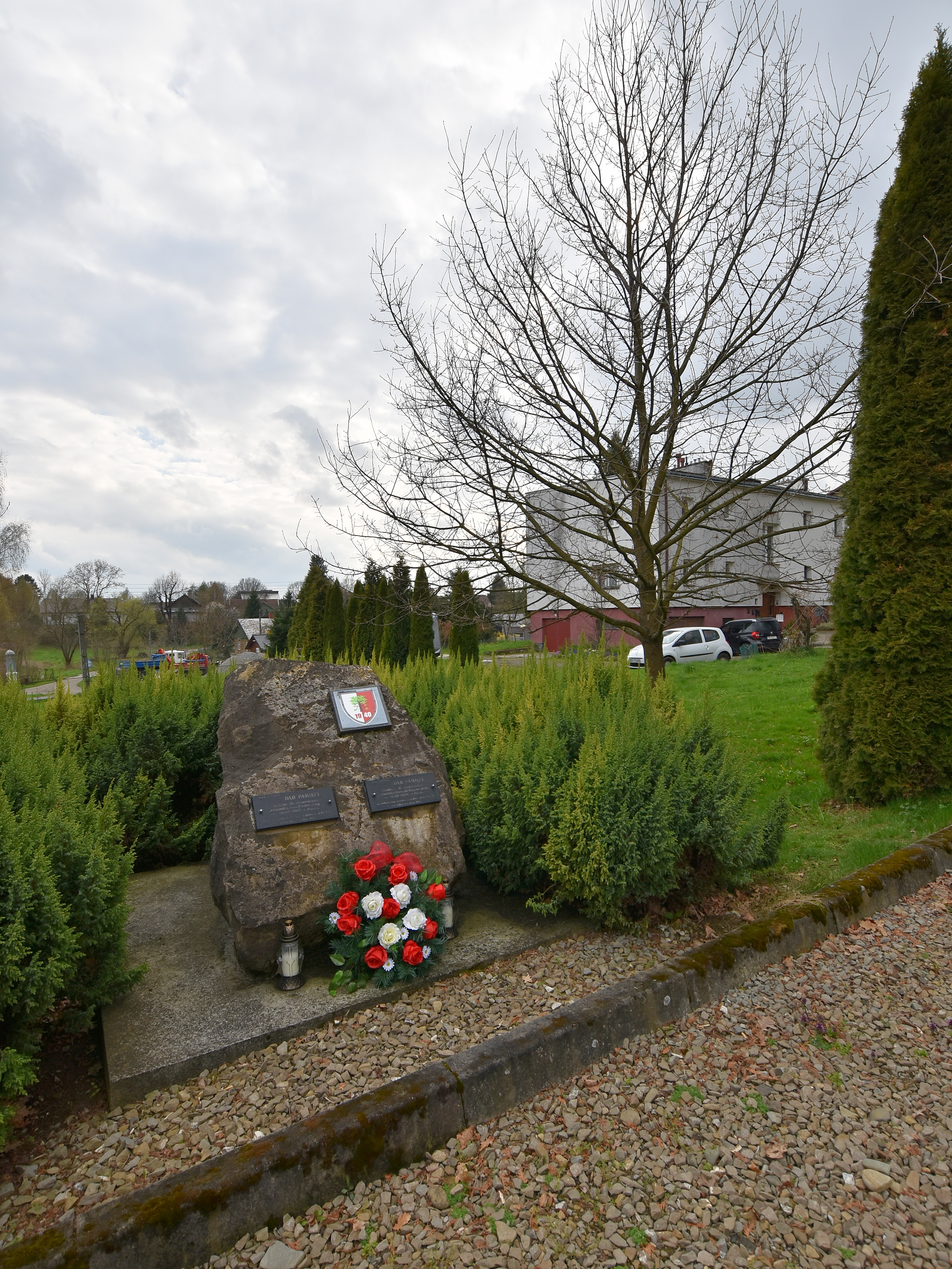
Pomnik

W latach poprzedzających Wiosnę Ludów Adam Stojowski, dziedzic Potoka, Jedlicza i Chlebnej, wspierał działalność emisariuszy Edwarda Dembowskiego w 1848, wchodząc w skład Rady Narodowej Obwodu Krośnieńskiego. Był też jednym z organizatorów Gwardii Narodowej, do której tłumnie garnęła młodzież szlachecka i mieszczańska.
W drugiej połowie XIX wieku, na skutek rozwoju przemysłu naftowego w okolicy, nastąpiło ożywienie gospodarcze w Potoku. Powstały tu w 1891 roku kopalnie ropy naftowej. Wydobywano tu 100 ton ropy na dobę. W sąsiedniej Jaszczwi Jordan Stojowski (s. Adama) również dokonywał odwiertów w celu w poszukiwaniu ropy naftowej. Wtedy to rozpoczął się dynamiczny rozwój miejscowości, związany z pracami poszukiwawczymi za ropą naftową. Okres rozwoju przypadł na ostatnie dziesięciolecia XX wieku. W Potoku wierciły wówczas za ropą następujące firmy: Hannowersko – Galicyjskie Gwarectwo Naftowe, Bergheim et. Mac Garvey, Perkins, Klobassa-Zrencki, firma Sroczyński i Mikulski, Franciszek Perzyński i Józef Wiktor, Spółka Naftowa Barbara. Okres największego wydobycia przypadła na lata dziewięćdziesiąte XIX w.
W czasie I wojny światowej 6–8 maja 1915 austriacka 12 dywizja piechoty atakowała tu linię Jaszczew–Potok, odnosząc zwycięstwo nad wojskami rosyjskimi i otwierając drogę do Krosna. W lesie na Wapiance znajduje się cmentarz ofiar tamtej bitwy.
Na przełomie XX i obecnego stulecia Potok liczył 670 mieszkańców, a po włączeniu do gminy Jedlicze w 1934 roku 1330.
Po II wojnie znacznie zmieniło się oblicze miejscowości. Pobudowano tu liczne nowe domy i osiedla.

## Związani z Potokiem
- Jan Jędrzejowski – właściciel Potoku i dowódca oddziału rycerskiego.
- Jerzy Mniszech – ojciec carowej Maryny Mniszchówny.
- Lubomirscy – właściciele w drugiej połowie XVI wieku m.in. dóbr Potok
- Stanisław Oświęcim – dworzanin królewski.
- Jan Hempel – generał Wojska Polskiego.
- Florentyna Madejewska – łączniczka Armii Krajowej, Honorowa Obywatelka Jasła.
- Stanisław Magura – żołnierz Armii Krajowej (brat bliźniak Jana.
- Jan Magura – żołnierz Armii Krajowej (brat bliźniak Stanisława).
- Piotr Stańczak – polski geolog, zamordowany przez talibów w Pakistanie.
- Jan Szczepanik – nauczyciel w Potoku, zwany polski Edisonem, wynalazca.